# Nganlam Takdra Lukhong
Nganlam Takdra Lukhong (tibétain : ངན་ལམ་སྟག་སྒྲ་ཀླུ་ཁོང་, Wylie : ngan lam stag sgra klu kong), Nganlam Tara Lukhong (tibétain : ངན་ལམ་རྟ་ར་ཀླུ་ཁོང་, Wylie : ngan-lam rta-ra klu-kong) ou Lön Takdra (tibétain : བློན་སྟག་སྒྲ་, Wylie : blon stag-sgra), appelé en chinois Ma Chongying (chinois simplifié : 马重英 ; chinois traditionnel : 馬重英 ; pinyin : mǎ chóngyīng), est un homme politique et un officier de l'Empire du Tibet.  Il est lönchen (བློན་ཆེན་, blon chen, lönchen, chancelier du Tibet) de 782 à 783.[réf. nécessaire]